# Salome Bey

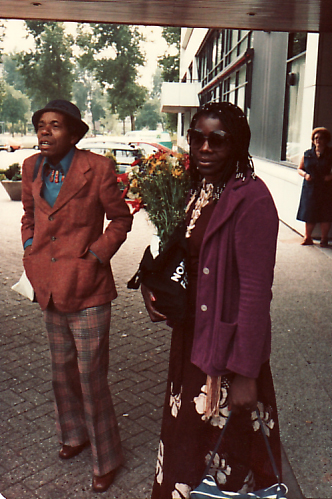
Salome Bey mit Babs Gonzales (links)

Salome Bey (* 10. Oktober 1933 in Newark (New Jersey); † 8. August 2020 in Toronto) war eine kanadisch-amerikanische Jazz- und Bluessängerin, Schauspielerin und Komponistin. Bey war eine preisgekrönte Sängerin und als „Kanadas First Lady des Blues“ bekannt. Bey schrieb die Revue Indigo und spielte dort die Hauptrolle.

## Leben und Wirken
Bey trat zwischen 1957 und 1966 überall in den USA mit ihrem Bruder Andy und ihrer Schwester Geraldine im Gesangstrio Andy and the Bey Sisters auf. 1964 zog sie nach Toronto, wo sie in Nachtclubs sowie im Radio und Fernsehen Jazz, Blues und Spirituals sang. Sie trat 1969 auf der Tribüne der Canadian National Exhibition auf und feierte besondere Erfolge in Musicals und den Revuen von Robert Swerdlow Blue S.A. (1969) und Justine (1970), mit denen sie bis 1972 auch am Broadway in New York auftrat. Es folgten Hauptrollen in Galt MacDermots Dude (New York 1972); in Don't Bother Me, I Can't Cope (Toronto 1973, Washington 1974); und in Your Arms Too Short to Box with God (New York 1975–77, dessen Albumproduktion eine Nominierung für einen Grammy-Award erhielt).
Bey schrieb und spielte die Hauptrolle in Indigo, einer Geschichte des Blues, die 1978 bis 1980 im Basin Street in Toronto und 1984 im CBC-Fernsehen zu sehen war. Ihre Revue Shimmytime (über Ethel Waters) wurde 1983 im Basin Street produziert. Eine weitere von ihr verfasste Produktion, Madame Gertrude (über Ma Rainey, gespielt von Jackie Richardson), folgte dort 1985. Im selben Jahr sang Bey an der Seite von Anne Murray, Gordon Lightfoot, Bryan Adams und Neil Young (im Allstar-Ensemble Northern Lights) die Wohltätigkeitssingle Tears Are Not Enough ein.
1988 folgte Beys Kindermusical Rainboworld, das im Young People's Theatre mit jungen Darstellern wie Deborah Cox und Divine Brown aufgeführt wurde. Als Schauspielerin war Bey auch in Thunder, Perfect Mind (Toronto Free Theatre, 1985), Mother Goose (Royal Alexandra Theatre, 1985) und Coming Through Slaughter (Silver Dollar Tavern, 1989) zu erleben.
Zu Beys Alben gehören Salome Bey (1970), Songs from Dude (1972) und Jazz Canada Europe '79 (mit Mitschnitten von Auftritten beim North Sea Jazz Festival und dem Montreux Jazz Festival). Horace Silver holte sie für seine Alben The United States of Mind, Phase 2: Total Response (1970/71) und The United States of Mind, Phase 3: All (1972). Auch sang sie auf Alben mit dem Montreal Jubilation Gospel Choir. Sie trat als Sängerin in Konzerten, in Clubs sowie in Radio und Fernsehen auf. Sie trat oft mit ihren Töchtern Jacintha Tuku und Saidah Baba Talibah auf, die sie zusammen mit anderen Musikern als The Relatives begleiteten. Bekannt in Kanada war sie auch für ihre mitreißende Interpretation des Liedes Mon Pays, das sie erstmals 1970 in der Torontoer Revue Spring Thaw sang.
2004 zeigten sich bei Bey erste Anzeichen von Demenz.

## Preise und Auszeichnungen
Bey erhielt 1972 einen Obie-Award für ihre Leistung in der Broadway-Produktion von Justine (dort umbenannt in Love Me, Love My Children) am Broadway. 1981 wurde sie für ihre Darstellung in Indigo mit einem Dora Award ausgezeichnet. Bey erhielt weiterhin 1991 einen Toronto Arts Award und den Martin Luther King Jr. Award für ihr Lebenswerk vom Black Theatre Workshop of Montreal. Für ihre Leistungen wurde sie als Mitglied des Order of Canada geehrt.

## Diskographische Hinweise
- Andy and the Bey Sisters: ’Round Midnight (1965)
- Salome Bey (1970)
- In Montreux (1981)
- I Like Your Company  (1992)